# Xã Empire, Quận McLean, Illinois
Xã Empire (tiếng Anh: Empire Township) là một xã thuộc quận McLean, tiểu bang Illinois, Hoa Kỳ. Năm 2010, dân số của xã này là 4.093 người.